# Мученики восстания кристерос

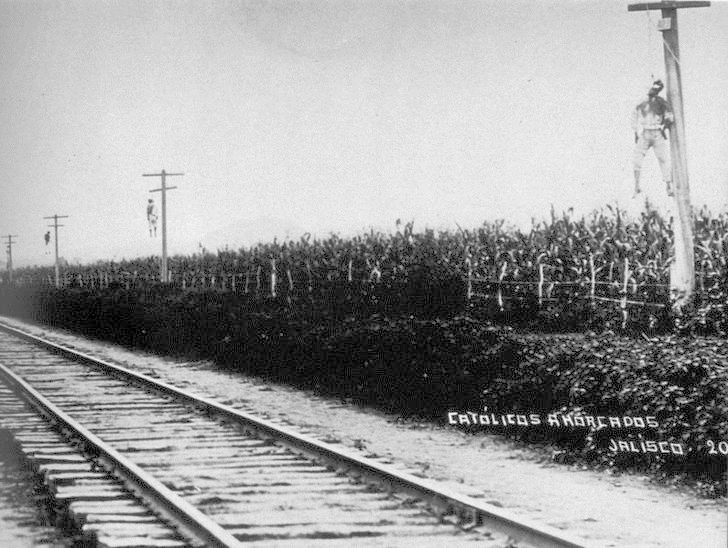
Казнённые кристерос, штат Халиско (1927 год)

Мучениками восстания кристерос считаются священники и миряне, погибшие в ходе Восстания кристерос в Мексике в 1926—1929 годах. Это был вооружённый конфликт между федеральными силами и повстанцами кристерос, боровшимися против положений конституции 1917 года, направленных на ограничение роли Римско-католической церкви в стране.
Святые разделены на две группы: одна состоит из двадцати двух священников и трёх мирян, которые были канонизированы 21 мая 2000 года Римским папой Иоанном Павлом II, другая — из четырёх священников и девяти мирян, беатифицированных 20 ноября 2005 года Римским папой Бенедиктом XVI.

## Понтификат Иоанна Павла II

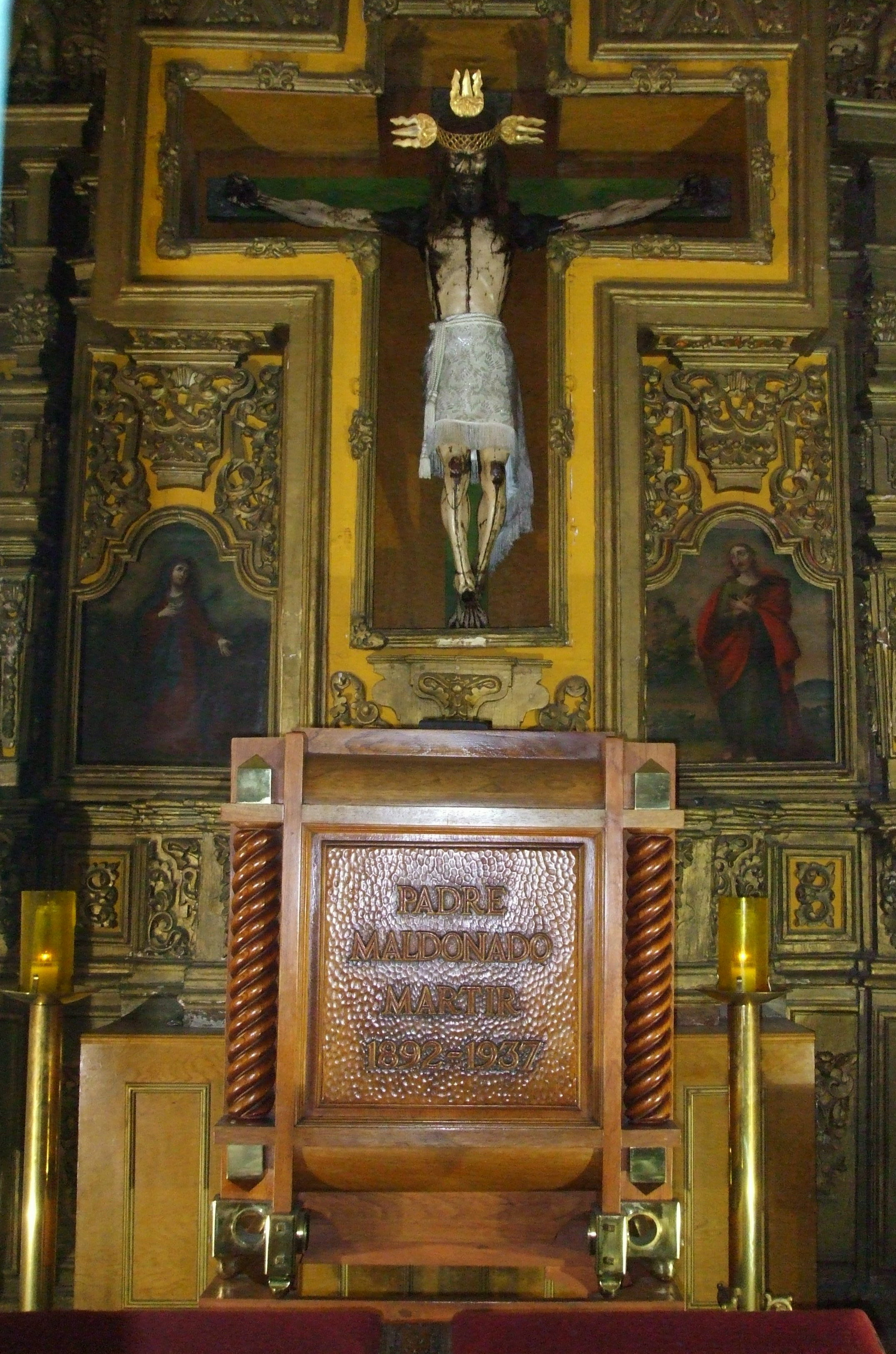
Гробница святого Педро де Хесуса Мальдонадо в Чиуауа, Мексика.

Двадцать пять мучеников были беатифицированы 20 ноября 1992 года и канонизированы 21 мая 2000 года Римским папой Иоанном Павлом II на площади Святого Петра. Их общий день памяти был назначен на 21 мая по дня причисления к лику святых.
1. Кристобаль Магальянес Хара (1869—1927)
2. Роман Адам Росалес (1859—1928)
3. Родриго Агилар Алеман (1875—1927)
4. Хулио Альварес Мендоса (1866—1927)
5. Луис Батис Сайнс (1870—1926)
6. Агустин Калока Кортес (1898—1927)
7. Матео Корреа Магальянес (1866—1927)
8. Атилано Крус Альварадо (1901—1928)
9. Мигель Де Ла Мора (1874—1927)
10. Педро Эскеда Рамирес (1897—1927)
11. Маргарито Флорес Гарсия (1899—1927)
12. Хосе Изабель Флорес Варела (1866—1927)
13. Давид Гальван Бермудес (1882—1915)
14. Сальвадор Лара Пуэнте (1905—1926)
15. Педро де Хесус Мальдонадо (1892—1937)
16. Хесус Мендес Монтойя (1880—1928)
17. Мануэль Моралес (1898—1926)
18. Хустино Орона Мадригал (1877—1928)
19. Сабас Рейес Салазар (1879—1927)
20. Хосе Мария Роблес Уртадо (1888—1927)
21. Давид Ролдан Лара (1907—1926)
22. Торибио Ромо Гонсалес (1900—1928)
23. Хенаро Санчес Дельгадильо (1886—1927)
24. Транкилино Убиарко Роблес (1899—1928)
25. Давид Урибе Веласко (1888—1927)

Кроме того Иоанн Павел II беатифицировал 25 сентября 1988 года Мигеля Агустина Про (1891—1927), а 12 октября 1997 года — Матео Элиаса Ньевес Кастильо (1882—1928).

## Понтификат Бенедикта XVI

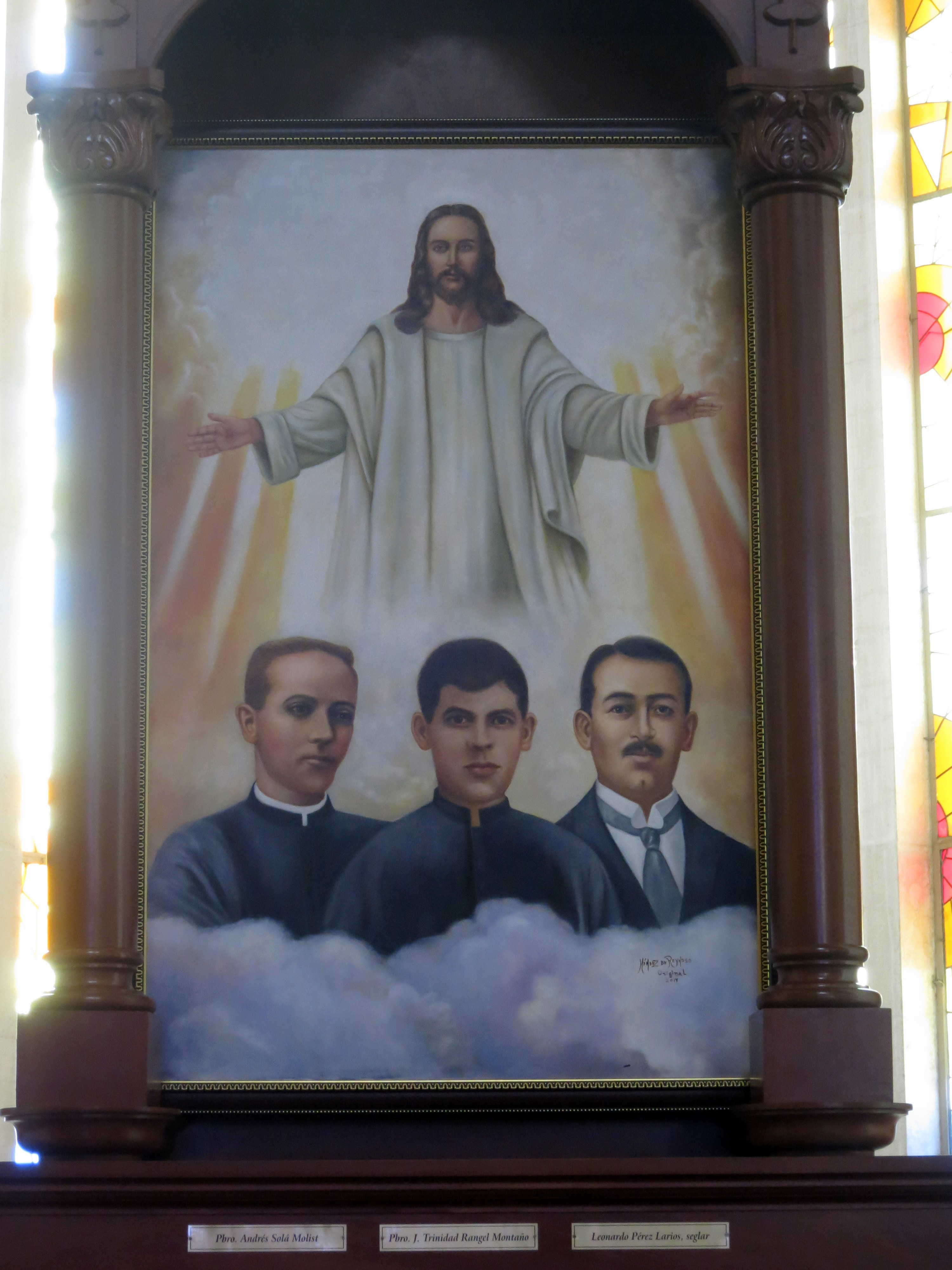
Деталь гробницы блаженных Андреса Сола-и-Молисты, Хосе Т. Ранхеля Монтаньо и Леонардо Переса Лариоса в Леоне, Гуанахуато.

15 ноября 2005 года Римский папа Бенедикт XVI издал Апостольское послание, в котором были объявлены блаженными тринадцать мучеников, а день их памяти устанавливался на 20 ноября. В эту дату в 1910 году был обнародован план Франсиско Игнасио Мадеро, что считается официальным началом Мексиканской революции.
1. Анаклето Гонсалес Флорес (1888—1927)
2. Хосе Дионисио Луис Падилья Гомес (1899—1927)
3. Хорхе Рамон Варгас Гонсалес (1899—1927)
4. Рамон Висенте Варгас Гонсалес (1905—1927)
5. Хосе Лучано Эсекьель Уэрта Гутьеррес (1876—1927)
6. Сальвадор Уэрта Гутьеррес (1880—1927)
7. Мигель Гомес Лоса (1888—1928)
8. Луис Маганья Сервин (1902—1928)
9. Хосе Санчес дель Рио (1913—1928)
10. Хосе Тринидад Ранхель Монтаньо (1887—1927)
11. Андреас Сола-и-Молист (1895—1927)
12. Леонардо Перес Лариос (1883—1927)
13. Дарио Акоста Зурита (1908—1931)

Римский папа Франциск канонизировал Хосе Санчеса дель Рио 16 октября 2016 года.